# Radeče
Radeče es una localidad y municipio esloveno de 4.617 habitantes, situado en el paisaje central de las Colinas Posavje (Posavsko hribovje), en la confluencia del torrente Sopota con el río Sava.
Radeče fue mencionado por primera vez en 1297; aun así, se han encontrado hallazgos arqueológicos como por ejemplo herramientas hechas con huesos, los huesos de un oso, altares a los dioses del agua y a la diosa Adsaluta y al dios Savus, que revelan que el lugar estuvo poblado desde hace mucho tiempo. Recibió la carta de mercado en 1338, en 1925 adquirió los derechos de ciudad y en 1995, los de municipio.
La ciudad ha sido renovada por la industria del papel, y cuenta con fundaciones para el desarrollo y conservación de su rica herencia cultural y su naturaleza virgen. Su desarrollo está muy ligado al río Sava, puesto que se utilizaba como ruta de tráfico del transporte acuático. La confluencia del río Sava con el Savinja en la vecina Zidani Mosto, dio a Radeče el rol de puerto central de descenso de ríos.